# Тер-Оганов, Арсен Арамович
Арсен Арамович Тер-Оганов (28 ноября 1923 — 12 декабря 1998) — полковник КГБ СССР, участник Великой Отечественной войны, Герой Советского Союза (1945).

## Биография
Арсен Тер-Оганов родился 28 ноября 1923 года в Баку в армянской семье. Окончил среднюю школу. В 1940 и 1941 годах работал делопроизводителем в Наркомате внутренних дел Азербайджанской ССР. В июне 1941 года Тер-Оганов был призван на службу в Рабоче-крестьянскую Красную Армию. С 1942 года — на фронтах Великой Отечественной войны.
К январю 1945 года гвардии старшина Арсен Тер-Оганов командовал пулемётным расчётом 288-го гвардейского стрелкового полка 94-й гвардейской стрелковой дивизии 5-й ударной армии 1-го Белорусского фронта. Отличился во время освобождения Польши. 14 января 1945 года расчёт Тер-Оганова одним из первых переправился через Пилицу в районе населённого пункта Михалув-Дольны и принял активное участие в боях за захват и удержание плацдарма на её западном берегу, отразив шесть немецких контратак.
Указом Президиума Верховного Совета СССР от 27 февраля 1945 года гвардии старшина Арсен Тер-Оганов был удостоен высокого звания Героя Советского Союза с вручением ордена Ленина и медали «Золотая Звезда».
После окончания войны Тер-Оганов был демобилизован. Вернулся в Баку. После окончания Бакинского индустриального института в 1952 году работал на ремонте нефтедобывающих машин. Позднее поступил на службу в органы КГБ СССР. В 1981 году вышел в отставку. Проживал в Баку, в 1990 году уехал в Москву. Умер 12 декабря 1998 года, похоронен на Троекуровском кладбище.
Был также награждён двумя орденами Отечественной войны 1-й степени (24.05.1945, 11.03.1985) и рядом медалей.